# مصطفى إل أحمدي
مصطفى إل أحمدي (بالفرنسية: Mustapha El Ahmadi)‏ هو منافس ألعاب قوى فرنسي، ولد في 8 يوليو 1968 في بركان في المغرب.

## وصلات خارجية
- مصطفى إل أحمدي على موقع الاتحاد الدولي لألعاب القوى (الإنجليزية)
- مصطفى إل أحمدي على موقع الاتحاد الفرنسي لألعاب القوى (الفرنسية)